# Josef Barák
Josef Barák (26 janvier 1833, Prague – 15 novembre 1883, Prague) était un homme politique, journaliste et poète tchèque. Il était membre du groupe littéraire májovci.

## Biographie
Josef Barák était impliqué dans la promotion de la culture et de la langue tchèque à la fin du XIXe siècle lors de la renaissance nationale tchèque. En particulier il fut un rédacteur majeur du journal Národní listy. Il prit également une part au lancement du mouvement nationaliste du Sokol